# Сушкин, Юрий Леонидович
Юрий Леонидович Сушкин (род. 28 августа 1952) — отставной полковник ВВС Белоруссии, участник Афганской и Ивуарийской войн. Получил широкую известность после убийства девяти французских военнослужащих в Кот-д'Ивуаре, за что парижским судом был заочно приговорён к пожизненному заключению.

## Военная служба
Освоил штурмовик Су-25. Первоначально служил в Кобрине (Брестская область, Белорусская ССР) в 397-м отдельном штурмовом авиационном полку (ошап). Подразделение числилось в составе 1-й (26-й) воздушной армии БВО. С января 1988 по февраль 1989 года в звании подполковника принимал участие в Афганской войне, возглавляя 3-ю эскадрилью 378-го ошапа. После ухода из Афганистана вместе с полком служил в Поставах (Витебская область, Белорусская ССР).
Летом 1991 года назначен командиром 378-го ошапа, сменив на этом посту Танкушина. 6 мая 1992 года Сушкин вместе со своей частью перешёл из состава 26-й воздушной армии в Вооружённые силы Республики Беларусь. 1 октября 1993 года полк Сушкина реорганизован в 378-ю авиационную базу (поставский аэродром). Он возглавлял этот объект до его расформирования в декабре 1995 года.
Вскоре вышел в отставку в звании полковника. По состоянию июнь 2020 года работал старшим преподавателем кафедры лётной подготовки и боевого применения авиационного факультета Военной академии Республики Беларусь. Является членом Минской городской организации ветеранов Военно-воздушных сил и войск противовоздушной обороны Белорусского общественного объединения ветеранов.

## Вооружённые конфликты

### Афганистан
В январе 1988 года Юрий Сушкин направлен в ДРА на должность командира 3-й эскадрильи 378-го ошапа, базировавшейся то в Шинданде, то в Кандагаре, то в Баграме. Первоначально он работал с командой своего предшественника подполковника Маркова. Все его пилоты ранее служили в 80-м ошапе, но в течение года личный состав полностью обновился за счёт лётчиков из 90-го и 368-го. Заместителями Сушкина стали Андрей Чернецов и Вячеслав Прохоров. Начальником штаба назначен Николай Сырбу. Звенья эскадрильи возглавляли Голубых, Янков, Юдин и Кононенко. Под руководством первого находились Погорелов, Федченко, Тютрин, второго — Воронцов, Лавров, Чёрный, третьего — Грошев, Кузин, Мискун, четвёртого — Айрапетян, Бицюра, Родин.
Пилоты 80-го ошапа уже год прослужили в Афганистане и получили боевой опыт. По этой причине у нового руководителя, впервые находившегося в «горячей точке», наибольшие трудности возникли с личным составом от Маркова.
В июле Сушкин возглавил операцию по воздушному прикрытию отхода 70-й отдельной гвардейской мотострелковой бригады из провинции Кандагар. Здесь 3-я эскадрильи занималась проводкой колонн, а также обнаружением и ликвидацией противника вдоль трасс.
В январе 1989 года на завершающей фазе вывода советских войск из Афганистана Сушкин с подразделением нес посменное дежурство на кабульском аэродроме, чередуясь с другими эскадрильями 378-го ошапа. 6—30 января командир и его ведомый Прохоров осуществляли прикрытие отходящих в СССР наземных сил, совершая бомбардировки позиций моджахедов. Их звено летало с шести утра до шести вечера. Далее заступала смена Чернецова и Сырбу. В конце месяца пилоты Сушкина были задействованы в операции «Тайфун».
1 февраля, по согласованию с командующим военно-воздушных сил 40-й армии Д. С. Румянцевым, Сушкин вывез свою эскадрилью из Шинданда в Кизыл-Арват (Туркменская ССР) с промежуточной посадкой на аэродроме Мары-1. Предварительно самолёты были разобраны и вместе с личными составом загружены на транспортники.

### Кот-д’Ивуар
По состоянию на 2004 год Сушкин в составе группы белорусских военных специалистов работал на ВВС Кот-д’Ивуара. В стране на тот момент шла гражданская война между группировкой «Новая сила» и правительством президента Лорана Гбагбо. На стороне последнего и выступили белорусы. Статус отставного полковника и прочих иностранцев в Кот-д’Ивуаре на сегодняшний день до конца не ясен.
Контингент базировался на аэродроме Ямусукро. Непосредственно Сушкин занимался подготовкой ивуарийских лётчиков для полётов на двухместных Су-25УБ, купленных страной у Белоруссии. За ним был закреплён самолёт с бортовым номеров «21». За вторую машину, которая эксплуатировалась под цифрой «20», отвечал Борис Смахин. 4 ноября самолёты совершили первый боевой вылет. На задание вышли два смешаных экипажа: Юрий Сушкин летел с капитаном Анжем Гнандуетом, а Борис Смахин с другим африканцем. Прокуратором боевых операций был подполковник Патрис Уэй. Были нанесены удары по складам боеприпасов и укрытиям лидеров повстанцев.
6 ноября экипажи совершили ещё один вылет. На этот раз, предположительно по ошибке, атаке подверглась база французских миротворцев в Буаке. Под бомбами погибли девять военнослужащих, в том числе Тьерри Боре, Филипп Капдевиль, Фрэнсис Делан, Бенедикт Марзаис, Лоран де Рамбуре, Пателиас Фалевалу, Франк Дюваль, Эммануэль Тилай и Давид Декюпер. Среди жертв был один гражданин США — агроном Роберт Карски, работавший по гуманитарной миссии.
Вернувшись на базу, пилоты столкнулись с бойцами 2-го гусарского полка армии Франции, с которыми делили аэропорт Ямусукро. Французы обстреляли самолёты из противотанковых комплексов, убив одного ивуарийского техника, а затем пленили всех находящихся на территории гавани. Тем не менее вскоре они отпустили задержанных. Сушкин с другими белорусами решают бежать в Гану, а оттуда уходят в Того.
16 ноября группу ловят тоголезские силовики. Тогдашний министр внутренних дел страны Франсуа Боко пытался выдать иностранцев французским властям, но через две недели с негласного разрешения последних их отпускают. Сушкин и другие были быстро эвакуированы из Того при посредничестве бывшего жандарма службы безопасности Елисейского дворца Робера Монтойя.
29 марта 2021 года в Париже начались судебные заседания по этим событиям. 15 апреля Сушкин, Гнандует и Уэй были признаны виновными в гибели военных и заочно приговорены к пожизненному заключению. В то же время по неизвестным причинам из дела исключили Смахина.

## Награды
Юрий Сушкин является кавалером ордена Красного Знамени и двух орденов Красной Звезды.